# 荏原製作所
株式会社荏原製作所（えばらせいさくしょ、英語: Ebara Corporation）は、東京都大田区羽田旭町に本社を置く、ポンプ・タービン等の風水力機械、浄水設備・排水処理装置等の環境装置・設備等を製造する日本の企業。
東京証券取引所プライム市場上場企業。日経平均株価およびJPX日経インデックス400の構成銘柄の一つ。カタカナで「エバラ」とも記述されるが、エバラ食品工業とは共通点が本社・工場が旧荏原区（現・品川区）にあったという部分のみであり、資本・人材を含めて関連は一切ない。ブランドステートメント（コーポレートスローガン）は「Looking ahead, going beyond expectations Ahead Beyond」。

## 概要
1912年（大正元年）の創業以来の主力製品であるポンプを主として、送風機、タービン、冷凍機、空調システムなどの風水力を媒体とする機械製造において、世界トップクラスの高い技術力を持つ。また、風水力機械製造において培った技術を生かし、半導体や電子部品の製造に必要な真空ポンプ装置やCMP装置、メッキ装置、さらには原子炉冷却材循環ポンプなどの製造も行っている。
ポンプ製造から発展した上水道と下水道の水処理施設や、ごみ処理・廃棄物処理プラント等の環境装置・設備の設計コンサルティング、建造設置等を行う環境エンジニアリング事業も営んでいる。この他にも、燃料電池やバイオマスなど、環境負荷を低減する技術開発・事業化に注力していたが、環境エンジニアリング事業は2009年（平成21年）度に子会社と事業統合する形（水処理事業とごみ処理事業の2社に集約）で分社化し、2009年（平成21年）5月には燃料電池事業からの撤退を発表するなど、環境関連の事業の大幅な再編を行っている。
創業者である畠山一清が、創業の精神として創業当時から“熱と誠“という言葉を唱えている。
2013年（平成25年）3月期の連結売上構成は、風水力事業71.7%、エンジニアリング事業12.3%、精密電子事業15.6%である。
本社を含む羽田事業所の老朽化に伴い、本社の港区への移転が計画されていたが、2000年（平成12年）に発覚した藤沢工場のダイオキシン流出問題で計画が頓挫し、移転予定地をリクルートコスモス（現・コスモスイニシア）へ売却した。
藤沢工場（現在の藤沢事業所）は、藤沢飛行場の跡地に建設された。
2007年（平成19年）には、羽田の同社敷地内に、首都圏の拠点を集約する本社ビルを建設し、2008年（平成20年）4月より利用が開始された。なお、近年の業績不振の影響を受け、本社ビルを含めた羽田事業所の土地・建物をヤマト運輸に売却している。工場は千葉県富津市の富津工業団地に移転し、本社ビルについては賃借にて使用されている。ヤマト運輸は当地に羽田空港隣接地であることを生かした一大物流拠点「羽田クロノゲート」を設置した。しかし、旧工場の解体、引き渡し後に石綿（アスベスト）を含有するスレート片が敷地内に混入していた事が発覚し、契約の瑕疵にあたるとして、追加の除去費用としてヤマトによる荏原への損害賠償訴訟に発展し、クロノゲートの稼働開始が遅延するトラブルが発生した。2016年（平成28年）4月、東京地裁はヤマト側の訴えを一部認容し、約85億円の請求のうち56億円余りの賠償を荏原に命じた。判決を受けて荏原製作所は、石綿を含有するスレート片は東京都心や近郊の公園など100箇所近くから発見されており、判決が確定すれば、相当数の土地の土砂を廃棄物として処理する必要が生じ、不動産実務や建設実務に及ぼす影響は多大であるとして、控訴するとコメントしている。
社名は、前述のとおり、株式会社としての創立時の本社及び工場が東京府荏原郡品川町（現在の品川区）に置かれていたことに由来する。
荏原製作所の社内売店で『荏原ようかん』、『荏原一口ようかん』という名前の「ようかん」を販売している。この製品は「株式会社本宮」（大田原市）が開発・製造を担当し荏原製作所にOEM供給されている（類似の著名な事例としては光学機器メーカーのニコンのニコンようかんがある）。
旧羽田工場は80年代後半の稼働停止・解体の時期、テレビドラマ・映画のアクションシーンが問題なく撮影できる都内有数のロケ地として頻繁に使用されていた。
主要代理店の一つである荏原実業と株式を持ち合うが、れっきとした別会社である。荏原製作所はかつての第一勧銀グループの一員（三金会加盟企業）であるが、荏原実業はどの企業グループにも属さない独立系の企業である。また、荏原商事は資本関係はないものの荏原製作所の代理店として創業し、主力代理店の一つとして活動している。
旧社名が「株式会社荏原」であったEBACとは一切無関係で、EBACの公式サイトには「当社は（株）荏原製作所様とは別会社でございます。お電話のおかけ間違いにご注意下さい。」と注意書きがなされている。

## 沿革
- 1912年（大正元年）11月 - 東京帝国大学の井口在屋を主幹、畠山一清を所長としてゐのくち式機械事務所として創業
- 1920年（大正9年）5月 - 株式会社荏原製作所を設立し、渦巻ポンプの製造を開始する。
- 1928年（昭和3年） - 可変翼軸流ポンプを開発
- 1931年（昭和6年） - 日本国産初の急速濾過装置を開発し水処理事業に進出
- 1945年（昭和20年） - 羽田工場が空襲により焼失
- 1949年（昭和24年） - 東京証券取引所第1部、大阪証券取引所第1部に上場
- 1956年（昭和31年） - アメリカ・インフィルコ社と合弁で荏原インフィルコ株式会社を設立
- 1959年（昭和34年） - 新潟証券取引所に上場
- 1961年（昭和36年） - スエズ運河浚渫（しゅんせつ）用ポンプを輸出
- 1965年（昭和40年） - 神奈川県藤沢市に藤沢事業所を新設[7]
- 1968年（昭和43年） - 札幌証券取引所に上場
- 1975年（昭和50年） - ブラジルに進出
- 1981年（昭和56年） - アメリカに進出
- 1989年（平成元年） - イタリアに進出
- 1990年（平成2年） - 環境事業本部を設置し、環境エンジニアリング事業に進出
- 1992年（平成4年） - 青島に拠点を設け中華人民共和国に進出
- 1994年（平成6年） - 事業を風水力、環境、精密・電子の3事業に整理集約、荏原インフィルコを合併し、呼称を荏原とする。
- 2000年（平成12年） - 新潟証券取引所より上場廃止
- 2004年（平成16年） - 大阪証券取引所第1部より上場廃止
- 2005年（平成17年） - 社内カンパニー制を導入
- 2006年（平成18年） - 環境事業カンパニーの上下水道事業部門を分社化
- 2008年（平成20年） - 羽田に本社ビルを新築し、首都圏の拠点の大半を集約。同時期に羽田事業所の土地・建物をヤマト運輸に売却
- 2009年（平成21年） - 環境エンジニアリング事業を、水処理事業とごみ処理事業に集約し、分社化。同年5月に燃料電池事業からの撤退を発表
- 2010年（平成22年） - 三菱商事、日揮と共同で総合水事業会社水ingを発足
- 2011年（平成23年） - 水車事業（一部を除く）を富士フォイトハイドロに譲渡
- 2013年（平成25年） - 札幌証券取引所より上場廃止
- 2015年（平成27年） - 指名委員会等設置会社に移行
- 2025年（令和7年）3月26日 - 同日付で執行役兼CFO（経営企画・財務・会計・税務担当）の細田修吾が取締役兼代表執行役社長兼CEO兼COOに、それまで同職に所属していた浅見正男が取締役会長にそれぞれ就任・異動[11]

## 事業所
| 事業所名                   | 所在地                       |
| -------------------------- | ---------------------------- |
| 本社・羽田事務所           | 東京都大田区羽田旭町11-1     |
| 富津事業所（富津工場）     | 千葉県富津市新富78-1         |
| 藤沢事業所（藤沢工場）     | 神奈川県藤沢市本藤沢4-2-1    |
| 袖ケ浦事業所（袖ケ浦工場） | 千葉県袖ケ浦市中袖20-1       |
| 熊本事業所（熊本工場）     | 熊本県玉名郡南関町肥猪4000-1 |
| 鈴鹿事業所（鈴鹿工場）     | 三重県鈴鹿市高岡町2470       |
| 室蘭事務所                 | 北海道室蘭市陣屋町2-4-15     |
| 中袖地区事務所             | 千葉県袖ケ浦市中袖30-1       |

## 関連会社

### 連結子会社
| 企業名                                                   | 所在地                                   |
| -------------------------------------------------------- | ---------------------------------------- |
| 荏原冷熱システム（株）                                   | 東京都大田区                             |
| （株）荏原電産                                           | 東京都大田区                             |
| 荏原環境プラント（株）                                   | 東京都大田区                             |
| 荏原マイスター（株）                                     | 東京都大田区                             |
| 荏原アーネスト（株）（特例子会社）                       | 東京都大田区                             |
| 荏原イノベーションパートナーズ（株）                     | 東京都大田区                             |
| 荏原バイロン・ジャクソン（株）                           | 東京都品川区                             |
| （株）荏原フィールドテック                               | 神奈川県藤沢市                           |
| （株）荏原湘南スポーツセンター                           | 神奈川県藤沢市                           |
| エリオットグループホールディングス（株）                 | 千葉県袖ケ浦市                           |
| （株）荏原金属                                           | 千葉県袖ケ浦市                           |
| （株）荏原エリオット                                     | 千葉県袖ケ浦市                           |
| （株）イースクエア                                       | 千葉県袖ケ浦市                           |
| （株）イー・シー・イー                                   | 千葉県袖ケ浦市                           |
| 荏原ハマダ送風機（株）                                   | 三重県鈴鹿市                             |
| （株）荏原風力機械                                       | 三重県鈴鹿市                             |
| EBARA AMERICA CORP.                                      | アメリカ・カリフォルニア州・サンノゼ     |
| EBARA INTERNATIONAL CORP.                                | アメリカ・ネバダ州・スパークス           |
| EBARA TECHNOLOGIES INC.                                  | アメリカ・カリフォルニア州・サクラメント |
| ELLIOTT COMPANY                                          | アメリカ・ペンシルベニア州・ジャネット   |
| ELLIOTT OVERSEAS CORP.                                   | アメリカ・ペンシルベニア州               |
| ELLIOTT TURBOMACHINERY CANADA,INC.                       | カナダ・オンタリオ州・バーリントン       |
| ELLIOTT TURBOCHARGER GUATEMALA,S.A.                      | グアテマラ・グアテマラシティ             |
| ELLIOTT TURBOMACHINERY LTD.                              | イギリス・ハンプシャー                   |
| ELLIOTT TURBOMACHINERY S.A.DE C.V.                       | メキシコ・メキシコシティ                 |
| ELLIOTT TURBOMACHINERY S.A.                              | スイス・アルテンドルフ                   |
| ELLIOTT EBARA MIDDLE EAST MAINTENANCE W.L.L.             | バーレーン・ムハッラク                   |
| ELLIOTT EBARA SERVICOS PARA EQUIPAMENTOS ROTATIVOS LTDA. | ブラジル・サンパウロ州                   |
| ELLIOTT GAS SERVICES SAUDI ARABIA LTD.                   | サウジアラビア                           |
| HOOD-EIC,LLC.                                            | アメリカ・ネバダ州・スパークス           |
| EBARA INDUSTRIAS MECANICAS E COMERCIO LTDA.              | ブラジル・サンパウロ州                   |
| EBARA PUMPS EUROPE S.P.A.                                | イタリア・トレント                       |
| EBARA POMPY POLSKA Sp. z o.o.                            | ポーランド・ワルシャワ                   |
| EBARA PUMPS RUS LIMITED LIABILITY COMPANY                | ロシア・モスクワ                         |
| SUMOTO S.R.L.                                            | イタリア・ヴィチェンツァ                 |
| EBARA PRECISION MACHINERY EUROPE GMBH                    | ドイツ・ヘッセン州                       |
| EBARA ENGINEERING SINGAPORE PTE.LTD.                     | シンガポール                             |
| ELLIOTT EBARA SINGAPORE PTE.LTD.                         | シンガポール                             |
| Ebara Pumps Philippines, Inc.                            | フィリピン・ラグナ州                     |
| P.T.Ebara Indonesia                                      | インドネシア・ジャカルタ                 |
| Ebara (Thailand) Limited                                 | タイ・バンコク                           |
| Ebara Pumps Malaysia Sdn. Bhd.                           | マレーシア・セランゴール州               |
| EBARA PRECISION MACHINERY KOREA INC.                     | 韓国・平沢市                             |
| 台湾荏原精密股份有限公司                                 | 台湾・台北市                             |
| 青島荏原環境設備有限公司                                 | 中華人民共和国・山東省・青島市           |
| 烟台荏原空調設備有限公司                                 | 中華人民共和国・山東省・煙台市           |
| Ebara Great Pumps Co., Ltd.                              | 中華人民共和国・浙江省・瑞安市           |
| 荏原機械（中国）有限公司                                 | 中華人民共和国・北京市                   |
| Ebara Machinery Zibo Co., Ltd.                           | 中華人民共和国・山東省・淄博市           |
| ELLIOTT EBARA TURBOMACHINERY INDIA PVT.LTD.              | インド・カルナータカ州                   |
| 台湾荏原艾利特機械股份有限公司                           | 台湾・台中市                             |
| 台湾荏原電産股份有限公司                                 |                                          |
| 挨理奥特机械設備維修服務（天津）有限責任公司             | 中華人民共和国・天津市                   |
| 荏原機電（昆山）有限公司                                 | 中華人民共和国・江蘇省                   |
| 上海荏原精密機械有限公司                                 | 中華人民共和国・上海市                   |
| Ebara Densan (Taiwan) Samoa Mfg. Co., Ltd.               | サモア独立国                             |

### 持分法適用の非連結子会社・関連会社
| 企業名                   | 所在地                 |
| ------------------------ | ---------------------- |
| EBARA ESPANA BOMBAS S.A. | スペイン・マドリード州 |
| 大平洋機工（株）         | 千葉県習志野市         |
| 水ing（株）              | 東京都港区             |

### 過去のグループ会社
| 企業名                   | 所在地       |
| ------------------------ | ------------ |
| （株）荏原エージェンシー | 東京都大田区 |

## 不祥事・トラブル・事件・アクシデント

### 第二次世界大戦以前の労働争議
1935年（昭和10年）2月6日、従業員300人中128人が賃上げなどを求めてストライキに突入。同年3月31日には、会社側が用意した暴力団が介入して暴力沙汰も生じた。同年4月14日、満州国皇帝来訪を目前にストライキを続けることは出来ないとして、68日目にして調停が成立。ストライキに参加した従業員の大半が解雇される結果となったが、争議に参加した従業員の多くが会社側の強硬姿勢に辟易して転職を進めていたことも背景にあった。

### 藤沢工場（藤沢事業所）でのダイオキシン問題
2000年（平成12年）3月23日に、藤沢工場にある自家用廃棄物焼却炉（現在は撤去済）からダイオキシンを含むスクラバー排水が未処理のまま、引地川水系稲荷雨水幹線に排出され、引地川が汚染されていたことが神奈川県・藤沢市の調査で発覚した。原因は排水管の誤接続であった。環境基準値の8,100倍という高濃度のダイオキシンが7年5ヶ月にわたり流し続けられたことから、河川・魚・地下水や流域の市民の健康被害などが心配された。事件発覚直後には、引地川河口の鵠沼海岸で予定されていたサーフィン大会が中止となったり、河口付近の漁業・観光関係者に影響を及ぼすなどの被害も発生した。5月31日には、引地川の魚類の摂取以外で健康に影響が生じるおそれはないという判断が、環境庁（現・環境省）から出された。

### 下請法違反
ポンプ等の製造に用いる木型などの保管費用について、下請企業に対し支払っていなかったことが2025年2月に判明し、公正取引委員会は同月20日に同社に対し、下請法に違反するとして費用の支払いなどを求める勧告を実施した。